# Causes de la maladie d'Alzheimer
Les causes de la maladie d'Alzheimer ne sont pas encore élucidées, à l'exception de 1 % à 5 % des cas d'Alzheimer qui sont causés par certaines anomalies génétiques clairement identifiées. Ce sont les formes dites familiales. Pour les autres formes, l'hypothèse la plus partagée est celle d'un mauvais repliement des protéines qui se comportent comme des prions et entrainent l'accumulation de substance amyloïde.

## Facteurs génétiques

### Formes familiales
La majorité des cas de maladie d'Alzheimer sont dits sporadiques, ils ne sont pas héréditaires, bien que la présence de certains gènes soit un facteur de risque. Cependant, environ 0,1 % des cas sont des formes génétiques familiales à transmission autosomale dominante qui se déclenchent habituellement vers 65 ans. Cette forme de la maladie est connue comme la maladie d'Alzheimer familiale précoce (Early onset familial Alzheimer's disease).
La majorité de ces formes familiales autosomales dominantes peuvent être attribuées à une mutation sur un des trois gènes suivants :
- le gène précurseur de la protéine amyloïde (APP), situé sur le chromosome 21 (cinq mutations du codon 717 sont connues) ;
- le gène Préséniline 1 (PSEN1) situé sur le chromosome 14 (principalement des mutations faux sens) ;
- le gène Préséniline 2 (PSEN2) situé sur le chromosome 1.

La plupart des mutations de ces trois gènes provoquent une augmentation de la production de l'Aß42, le composant des plaques séniles amyloïdes. Certaines mutations affectent uniquement le ratio entre la forme Aß42 et la forme normale Aß40, sans affecter le niveau de la protéine Aß42 elle-même,. Cela suggère que les mutations de la preseniline peuvent causer la maladie même lorsqu'elle diminue la quantité totale d'Amyloïde-ß, ce qui suggère un rôle de cette protéine à un autre niveau du mécanisme pathologique que sur le seul fragment Aß (ex. : sur l'APP ou sur un autre fragment).

### Facteurs de risque pour les formes sporadiques
Un des facteurs de risque génétiques les mieux décrits est la possession de l'allèle ε4 du gène de l'apolipoprotéine E (APOE),. Ce gène se présente sous trois allèles possibles chez l'homme : ε2, ε3 et ε4. Les allèles ε2 et ε3 sont spécifiques de l’espèce humaine. Ils proviennent d’une mutation du gène ε4. L’allèle le plus répandu est l’allèle ε3 (70 %), suivi de l’allèle ε4 (20 %) puis de l’allèle ε2 (10 %). Les allèles ε2 et ε3 sont associés au mécanisme de croissance neuritique (formation des axones et des dendrites). Cette croissance est importante pour la plasticité neuronale, un mécanisme assurant le bon fonctionnement et la longévité du système nerveux. Au contraire, l'allèle ε4 inhibe la croissance neuritique, diminue la plasticité neuronale et est par conséquent associé aux maladies du dysfonctionnement neuronal. Dans certaines populations, entre 40 et 80 % des personnes touchées par la maladie d'Alzheimer possèdent au moins une allèle APOEε4. La présence de l'allèle APOEε4 augmente le risque de la maladie de trois fois à l'état hétérozygote et de quinze fois à l'état homozygote.
Le risque de maladie d'Alzheimer, toutefois, ne peut être expliqué uniquement par la génétique. Par exemple, chez certaines populations nigérianes, il n'y a aucune relation entre la présence de l'APOEε4 et l'incidence ou l'âge de déclenchement de la maladie d'Alzheimer,,.
Une mutation particulière du gène TREM2 augmente, dans à peu près les mêmes proportions que celle de l'APOE, le risque de contracter la maladie d'Alzheimer,. La protéine codée par ce gène interviendrait dans l'élimination des neurones nécrosés par apoptose, la dysfonction de celle-ci pourrait alors contribuer à la survenue des lésions propres à l'Alzheimer.
Les généticiens s'accordent sur le fait que de nombreux autres gènes sont également des facteurs de risque ou, au contraire, ont des effets protecteurs et influent donc sur le déclenchement des formes tardives de l'Alzheimer. Néanmoins, des études comme celle effectuée au Nigeria et la pénétrance incomplète des facteurs de risque génétiques associés aux formes sporadiques indique une très forte influence de l'environnement. L'influence de plus de 400 gènes différents a été testée, la plupart sans donner de résultats.
- les personnes porteuses de trisomie 21 (syndrome de Down)[15],[16],[17].
- gène de la clusterine[18] ;
- gène codant la protéine PICALM (phosphatidylinositol-binding clathrin assembly protein) qui contribue au système immunitaire ;
- CR1 (récepteur 1 du composant 3b/4b du complément) a aussi été ajouté à la liste des gènes fortement suspectés[19].

## Protéinopathie

### Substance amyloïde due à labêta-amyloïde
Émise en 1991, l'hypothèse amyloïde postule que les dépôts extracellulaires de protéine bêta-amyloïde (Aβ) sont la cause centrale de la maladie,. Cette hypothèse repose notamment sur le fait que le gène de la protéine précurseur de l'amyloïde (APP) est localisé sur le chromosome 21 et que les personnes souffrant de trisomie 21 (syndrome de Down) qui ont une copie supplémentaire du gène APP développent presque systématiquement les symptômes précoces de la maladie d'Alzheimer à 40 ans,. Par ailleurs, un isoforme spécifique de l'apolipoprotéine, l'APOE4, est un facteur de risque génétique majeur pour la maladie d'Alzheimer. Les apolipoprotéines participent à la dégradation du bêta-amyloïde, cependant certaines isoformes ne sont pas très efficaces à cette tâche, notamment l'APOE4, ce qui conduit à une accumulation de dépôts amyloïdes dans le cerveau. D'autre part, des souris transgéniques qui expriment la forme mutante du gène de l'APP humain développent des plaques amyloïdes fibrillaires et présentent des symptômes similaires à un Alzheimer avec des déficits d'apprentissage spatial.
Un vaccin expérimental permettant d'éliminer les plaques amyloïdes a été découvert dans les premiers essais sur les humains, par contre celui-ci n'avait pas d'effet significatif sur la démence.
Un anticorps monoclonal, l'aducanumab, a confirmé l'hypothèse amyloïde en stoppant le déclin cognitif dans un essai portant sur 1600 patients.

### Hypothèse de la protéine tau

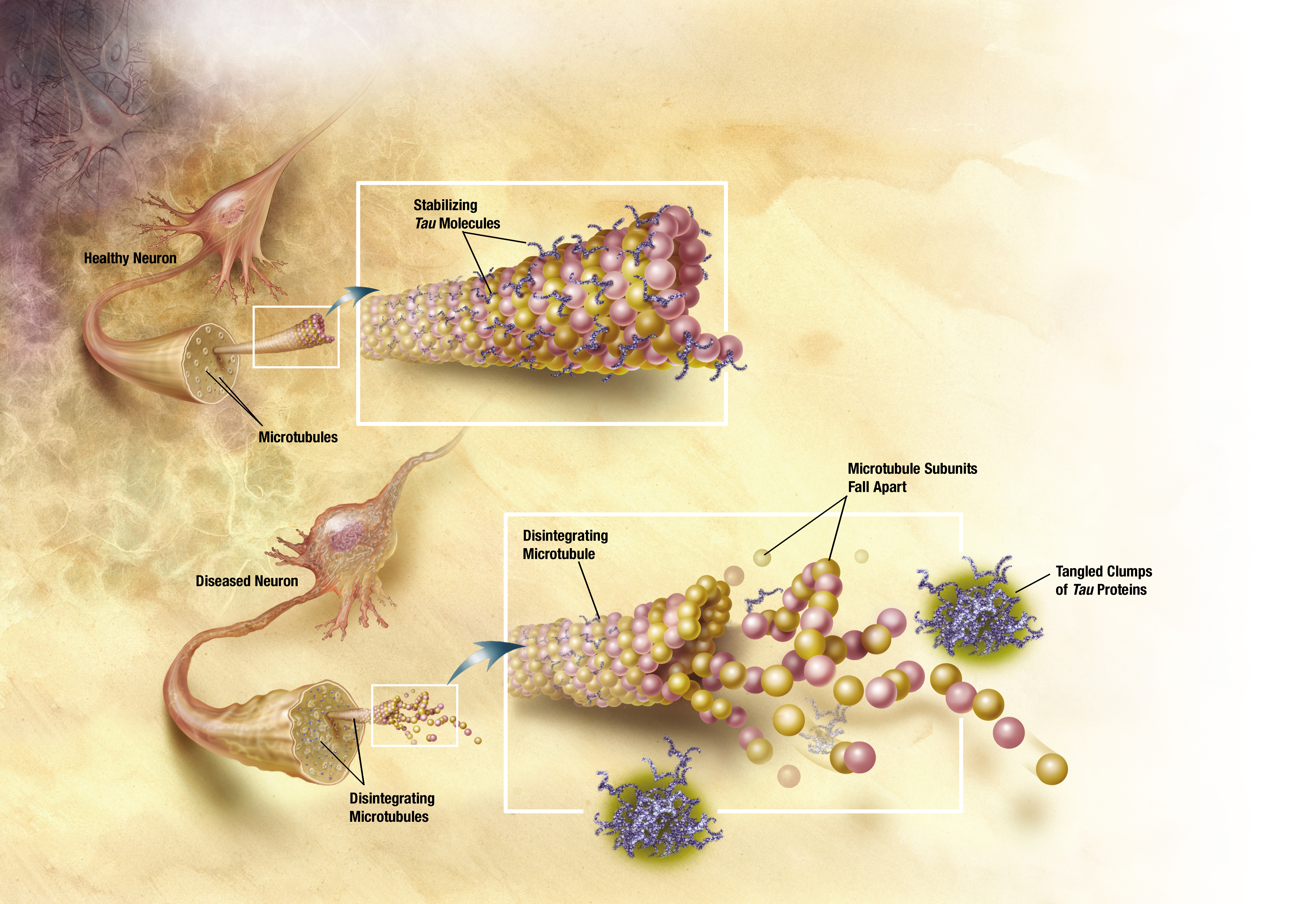
Dans la maladie d'Alzheimer, les changements à la protéine Tau se concluent par la désintégration des microtubules dans les cellules du cerveau.

L'hypothèse de la protéine Tau suggère qu'une anomalie avec cette protéine amorce la cascade de la maladie. Dans ce modèle, une hyperphosphorilation de la protéine Tau commence à s'apparier à d'autres filaments de Tau. Finalement, ils forment un enchevêtrement neurofibrillaire à l'intérieur du corps des cellules nerveuses. Quand cela se produit, le microtubule se désintègre, détruisant au passage la structure du cytosquelette cellulaire qui provoque l'effondrement du système de transport du neurone. Cela se traduit d'abord par des dysfonctions dans les communications biochimiques entre les neurones et plus tard par la mort cellulaire.

### Hypothèse d'un comportement analogue aux prions
Les protéines qui déclenchent la maladie d’Alzheimer (protéine bêta-amyloïde (Aβ) et protéine tau), en se repliant mal,  agissent comme des prions, à l'image de ce qui se passe dans la maladie de Creutzfeldt-Jakob. Les prions sont des protéines habituellement présentes dans le cerveau qui adoptent une forme aberrante et s'autopropagent. Cette hypothèse a été développée grâce aux recherches de l'équipe de Stanley Prusiner, prix Nobel de médecine 1997 pour la découverte des prions,,.
Pour autant, la méthode de propagation des prions interroge. En effet, les connaissances actuelles des maladies à prion attribuent l'entrée du prion dans le corps au moyen de l'alimentation. Pour autant, les études épidémiologiques de la maladie d'Alzheimer ne montrent pas le moindre cluster, ce qui pourrait faire mettre au rebut cette hypothèse. Cependant, pour l'éradication des prions, on ne passe aujourd'hui pas par une simple incinération. Ainsi, au moment de la crémation classique d'un défunt atteint de la maladie d'Alzheimer, il se pourrait que de nombreux prions résistent. Ceci pouvant ensuite se déposer dans des cultures agraires, ces prions atteignant l'alimentation déclencheraient de nouvelles contaminations.

## Hypothèse d'une cause fongique
Des signes d'infections fongiques ont été systématiquement observés dans le cerveau des patients atteints d'Alzheimer quand on les a cherchés,.
Lors d'une étude statistique, une corrélation a été trouvée entre la maladie d'Alzheimer et les mycoses systémiques.
Des travaux ultérieurs ont montré que les différentes zones du cerveau sont infectées par des champignons dans la maladie d'Alzheimer
.
Cette hypothèse « fongique » est cohérente avec d'autres précédemment établies, comme l'hypothèse tau ou hypothèse de bêta-amyloïde.

## Hypothèse de l'exposition au bruit
L'exposition chronique au bruit, ou plus exactement vivre longtemps dans un environnement bruyant (souvent également pollué, le bruit étant souvent généré par la circulation ou un environnement industriel) est associée à un risque accru de développer une démence de ce type, selon une étude récente (2020) de l'Université du Michigan qui confirme de précédents travaux. 

Cette étude s'est basée sur 5 227 membres de la « Cohorte Chicago Health and Aging Project » (personnes de plus de 65 ans, dont 30% ont au moment de l'étude une déficience cognitive légère et 11% la maladie d'Alzheimer).
Une hausse du bruit ambiant moyen de 10 décibels augmenterait de 36% le risque de déficience cognitive légère, et de 30% le risque de maladie d'Alzheimer. Plus le niveau sonore moyen est élevé, moins les performances cognitives globales sont bonnes, surtout en termes de vitesse de perception, mais pas systématiquement en termes de déclin cognitif.

## Autres hypothèses
- L'Herpes simplex virus de type 1 a été proposé comme jouant un rôle causal pour les personnes portant les versions sensibles du gène ApoE[36]. Une équipe de chercheurs a repris cette hypothèse en 2016 et suggère un lien possible entre Alzheimer et les virus dont celui de l'herpès qui retient en particulier leur attention[31],[37]. Le professeur Douglas Kell affirme « qu'il existe des preuves irréfutables que la maladie d'Alzheimer a une composante microbienne en sommeil, et que cela peut être réveillé par dysrégulation de fer. La suppression de ce fer va ralentir ou prévenir la dégénérescence cognitive »[38].

- Une étude de 2022 suggère une implication du virus varicelle-zona (VZV) qui réactiverait des virus de l'herpès simplex 1 (HSV-1) dormants[39].

- Selon certains, il existerait une production cérébrale d'insuline. Cette production serait altérée dans le cadre de la maladie d'Alzheimer et pourrait être responsable des mécanismes en cause. Cette hypothèse est parfois dénommée diabète de type 3 par abus de langage, en référence au diabète sucré[40],[41].

- Une étude de 2014 publiée dans le Journal of the American Medical Association fait état de la présence quatre fois plus importante du DDE, une composante de l'insecticide DDT, chez les patients atteints d'Alzheimer par rapport au groupe témoin [42].

- Une mauvaise hygiène bucco-dentaire augmenterait les risques d’être atteint de la maladie d’Alzheimer[43]. Les saignements des gencives sont notamment mis en avant dans les recherches et montrent qu’ils sont à l’origine de pathologies de certains patients telles que : la démence par exemple. L’étude a révélé que la bactérie Porphyromonas gingivalis, présente dans le microbiome buccal, a été également retrouvée dans le cerveau des patients atteints d’Alzheimer.